# Eugen Fink
Eugen Fink (11. prosince 1905 Kostnice – 25. června 1975 Freiburg im Breisgau) byl německý filosof a fenomenolog, žák a asistent E. Husserla.

## Život
Po maturitě v Kostnici studoval filosofii, germanistiku, historii a ekonomii v Münsteru, v Berlíně a nakonec ve Freiburgu, kde u E. Husserla a M. Heideggera roku 1929 promoval. Husserl byl roku 1930 pensionován, jezdilo za ním ale stále víc studentů, zejména zahraničních, a Husserl tedy Finka pověřil, aby pro ně vedl soukromé semináře. Jedním z jeho svěřenců byl i Jan Patočka, který se s Finkem velmi spřátelil. Když byl roku 1933 Husserl nacisty z univerzity odvolán, opustil univerzitu i Fink a zůstal Husserlovým soukromým asistentem. Po jeho smrti roku 1938 se velmi zasloužil o záchranu Husserlovy pozůstalosti v belgické Lovani, kam se odstěhoval. Roku 1940 byli ale všichni Němci v Belgii internováni a po obsazení země nacisty byl Fink odveden na frontu. Po válce byl profesorem filosofie ve Freiburgu, kde v roce 1965–66 vedl spolu s M. Heideggerem slavný seminář o Hérakleitovi, a roku 1971 se pro zdravotní potíže nechal penzionovat.

## Myšlení
Hlavním tématem Finkova myšlení, jeho „kosmické antropologie“ byla otázka světa, kterou zkoumal v návaznosti na Husserla, ale zejména také na Heideggera. Proti příliš individuálnímu a introspektivnímu východisku svých učitelů se snažil ukázat člověka v jeho vztahu ke světu a k Vesmíru. Fink nechápe svět jako věc či nádobu, „v níž“ se věci vyskytují, nýbrž jako „horizont“ a tedy nezbytnou podmínku každého jevení jsoucího. V této souvislosti si všímal různých forem lidského vztahování k celku světa, zejména fenoménu hry.
Zabýval se také interpretací antické filosofie, filosofií G. W. F. Hegela a F. Nietzscheho, otázkami lidské konečnosti a filosofií výchovy, kde formuloval slavné „aporie výchovy“. Na Finkovu filosofii výchovy navázali u nás zejména Jan Patočka, Radim Palouš a Jaroslava Pešková. Fink se účastnil i symposia Letní škola na Korčule, pořádané skupinou Praxis.